# Dictionary of Irish Biography
Il Dictionary of Irish Biography (DIB) è un dizionario biografico di importanti irlandesi e di persone non nate nel paese che hanno avuto carriere degne di nota in Irlanda, ovvero sia nell'Irlanda del Nord che nella Repubblica d'Irlanda. Viene pubblicato dalla Cambridge University Press in collaborazione con la Royal Irish Academy.

## Storia
Il lavoro è stato supervisionato da un comitato di redattori che comprendeva la storica Edith Johnston.
È stato pubblicato in nove volumi nel 2009 dalla Cambridge University Press in collaborazione con la Royal Irish Academy (RIA) e conteneva circa 9.000 voci. La versione 2009 del dizionario è stata pubblicata anche online tramite un abbonamento digitale ed è stata utilizzata prevalentemente da accademici, ricercatori e dipendenti pubblici. Una versione online è ora ad accesso libero, essendo stata lanciata il 17 marzo 2021 (giorno di San Patrizio) e nuove voci vengono aggiunte periodicamente. Il finanziamento proviene dall'Autorità per l'istruzione superiore, dal Dipartimento degli affari esteri e dalle biblioteche del Comune di Dublino. Le biografie variano da 200 a 15.000 parole di lunghezza, con circa 11.000 voci in totale a marzo 2021.
Affinché i soggetti possano essere inclusi, devono essere deceduti da almeno cinque anni e devono essere nati sull'isola d'Irlanda o aver avuto una carriera significativa nel posto.